# Duvaliomimus
Duvaliomimus – rodzaj chrząszczy z rodziny biegaczowatych i podrodziny Trechinae.
Opisano następujące gatunki z tego rodzaju:
- Duvaliomimus australis Townsend, 2010
- Duvaliomimus brittoni Jeannel, 1938
- Duvaliomimus chrystallae Townsend, 2010
- Duvaliomimus crypticus Townsend, 2010
- Duvaliomimus mayae Britton, 1958
- Duvaliomimus megawattus Townsend, 2010
- Duvaliomimus obscurus Townsend, 2010
- Duvaliomimus orientalis Giachino, 2005
- Duvaliomimus pseudostyx Townsend, 2010
- Duvaliomimus styx Britton, 1959
- Duvaliomimus taieriensis Townsend, 2010
- Duvaliomimus walkeri Broun, 1903
- Duvaliomimus watti Britton, 1958